# ジェニファー・ホイットル
ジェニファー“ジェニー”ヘーゼル・ホイットル（Jennifer ("Jenny") Hazel Whittle、女性:1973年9月5日 - ）は、オーストラリアの元プロバスケットボール選手である。クイーンズランド州ゴールドコースト出身。ポジションはセンター。

## 人物
オーストラリア国立スポーツ研究所からWNBLのブリーン・ブーマーズでプロデビュー。
バスケットボール女子オーストラリア代表にも選ばれ、アトランタオリンピックで銅メダル、シドニーオリンピックで銀メダルを獲得。
1996年からは欧州に渡り、フランス、ドイツ、スペインでもプレー。
1999年にはWNBAのワシントン・ミスティクスにドラフト全体37位で指名された。その年は3試合出場にとどまった。
2001年もWNBAで4試合出場するが、、故障者リスト入りしてしまい、そのまま契約終了。以降はWNBAのコートに立つことはなかった。
2005年、キャンベラ・キャピタルズで国内復帰。2006-07シーズンにはWNBLタイトルを獲得。
2006年の世界選手権ではオーストラリアの初優勝に貢献した。
大会後、ハンガリーのMiZo Pécsに移籍してシーズン終了後引退。